# Sjuhäradsleden
Sjuhäradsleden är en cirka 140 km lång vandringsled i Sjuhärad. Den går från Hindås station, Hindås i Härryda kommun via Borås och Ulricehamn till Mullsjö. Leden hette tidigare Knalleleden. I Hindås ansluter Sjuhäradsleden vid Hindås station till Vildmarksleden som fortsätter mot Göteborg. Sedan 1991 är leden en del av Europaled (E1).